# سیروییه (حاجی‌آباد)
سیروئیه (حاجی‌آباد)، روستایی از توابع بخش فارغان شهرستان حاجی‌آباد در استان هرمزگان ایران است.

## معرفی روستای سیروئیه
روستای سیروئیه در فاصله ۲۸ کیلومتری جنوب حاجی‌آباد واقع شده و از شمال به کوه‌های چاه صواب، از جنوب به کوه سیرو، از شرق به روستای جائین و از غرب به بن سیرو و دق فده محدود است.

## جمعیت
این روستا در دهستان آشکارا قرار دارد و براساس سرشماری مرکز آمار ایران در سال ۱۳۸۵، جمعیت آن ۶۶۱ نفر (۱۷۵خانوار) بوده‌است.

## کوه سیرو
```
کوه سیرو
[
۱
]
 با ارتفاعی برابر با ۲۹۷۲ متر یکی از مناطق خوش آب و هوا و گردشگری استان هرمزگان محسوب می‌شود
[
۲
]
 که در ۲۸ کیلومتری جنوب 
شهرستان حاجی‌آباد
 واقع شده‌است و دومین نقطه مرتفع 
استان هرمزگان
 است.
```